# Georges Guillet de Saint-George
Pour les articles homonymes, voir Guillet et Saint-George.
Georges Guillet, dit Guillet de Saint-George, né en 1624 à Thiers, mort le 6 avril 1705 à Paris, est un comédien et surtout érudit français.

## Biographie
En 1661, Guillet prit le nom de « Guillet de Saint-George » sous lequel il est généralement connu. 
On lui doit des relations de voyages dans les pays du Levant pour lesquels il a eu recours au nom de plume de « Sieur de La Guilletière ».
En 1682, Guillet de Saint-George fut élu, le premier, historiographe de l’Académie royale de peinture et de sculpture.

## Publications
- Les arts de l'homme d'épée, ou dictionnaire du gentilhomme, 1678 [en ligne].
- Histoire du règne de Mahomet II, 1681.
- Lacédémone ancienne et nouvelle, où l'on voit les mœurs et les coutumes des Grecs modernes, des Mahométans et des Juifs du pays, Paris, Jean Ribou, 1676, 334 2 vol.
- Mémoires inédits sur la vie et les ouvrages des membres de l'Académie royale de peinture et de sculpture : publiés d'après les manuscrits conservés à l'Ecole impériale des beaux-arts, entre 1682 et 1699 ?